# 克林頓鎮區 (密蘇里州道格拉斯縣)
克林頓鎮區（英語：Clinton Township）是位於美國密蘇里州道格拉斯縣的一個行政鎮區。

## 地方資料
克林頓鎮區的面積為93.18平方千米，當中陸地面積為93.08平方千米，而水域面積為0.09平方千米。根據2020年美國人口普查的數據，當地共有人口320人，而人口密度為每平方千米3.43人。